# Muricella abnormalis
Muricella abnormalis är en korallart som beskrevs av Nutting 1912. Muricella abnormalis ingår i släktet Muricella och familjen Acanthogorgiidae. Inga underarter finns listade i Catalogue of Life.